# L'Homme qui rit
L'homme qui rit is een filosofische roman van Victor Hugo gepubliceerd in april 1869. Het verhaal speelt zich af in Engeland aan het einde van de 17de eeuw, begin 18de eeuw. Het verhaal is vooral bekend vanwege de protagonist: een verminkte figuur die onophoudelijk lacht en talloze andere auteurs en cineasten geïnspireerd heeft.

## Samenvatting
L'homme qui rit is het verhaal van een aantal personages wier wegen elkaar kruisen. De eerste, Ursus, is een vagebond die zich met een berenvel kleedt (vandaar de naam Ursus, 'beer' in het Latijn) en optrekt met een tamme wolf, Homo genaamd ('man' of 'mens' in het Latijn, naar de uitdrukking homo homini lupus). Ursus en Homo reizen dwars door Engeland met hun woonwagen, de Green Box, die ze gebruiken om de menigte toe te spreken en drankjes te verkopen.
Op 29 januari 1690 kruist hun weg die van Gwynplaine, een kind van tien dat net haveloos achterlaten is door een groep mannen, die in allerijl aan boord van een korvet uit Engeland weggevlucht zijn. De mannen zijn 'Comprachicos' (een door Victor Hugo uitgevonden woord dat ‘kinderverkopers’ betekent), dat wil zeggen ontvoerders die gespecialiseerd zijn in het ontvoeren van kinderen, die in de familiestamboom misstaan.
Terwijl hun boot door de golven wordt verbrijzeld en de mannen, die de dood op zich zien afkomen, besluiten een fles in zee te gooien met de aankondiging van hun misdaad, moet Gwynplaine, die aan de oever gebleven is, vechten tegen de nacht, de sneeuw en de dood. Er komen hem een aantal ziekelijke visioenen voor de geest terwijl hij probeert terug te keren naar het dorp. Hij komt voorbij een galg, waaraan de resten van een lijk van een veroordeelde hangen en hij ontdekt enkele stappen verder het lichaam van een vrouw, die in haar schoot een levende baby vasthoudt; hij neemt het kind mee. Getroffen door een sneeuwstorm klopt Gwynplaine aan bij de eerste woning waar leven te bespeuren is: de woonwagen van Ursus, die de twee kinderen onder zijn vleugels neemt. Hij houdt er geen rekening mee dat de grimas op het gezicht van Gwynplaine eigenlijk een verminking is. Pas later realiseert hij zich dat de baby blind is. Hij noemt haar Déa.
Vijftien jaar later, onder het bewind van koningin Anne, begint Ursus een theatergroep met Gwynplaine en Déa, die nu een mooi maar breekbaar meisje is van zestien jaar. Gwynplaine en Déa vullen elkaar goed aan. Het meisje kan de mismaaktheid van de man niet zien, ze ziet enkel de schoonheid van zijn ziel. Ze vormen een nog kuis koppel maar diep verbonden, hoewel Gwynplaine zijn liefde nog heeft verklaard.
Samen stellen zij het stuk “Chaos Vaincu” voor, dat in Londen een groot succes is, en ze zoeken de vriendschap en steun van een man die blijkbaar goochelaar is onder naam “Tim-Tom-Jack”. Het zien van het misvormde gezicht van Gwynplaine zorgde voor algemene hilariteit. Op dat moment ontdekken we de jaloerse relatie die de koningin heeft ten opzichte van haar zus Josiane, veel mooier en veel jonger dan zij en beloofd aan David Dirry-Moir, van wie geloofd wordt dat hij een buitenechtelijke zoon is, de enige erfgenaam van Linnaeus Clancharlie, een koning gestorven in ballingschap in Zwitserland, een mooie man, hoewel hij veel ouder is dan zij. Niet alleen de koningin ergert zich aan het geluk, de zorgeloosheid en onbeschaamdheid van Josiane, maar ook Barkilphedro ergert zich, een man van wie ze de weldoener is, maar die de minachtende verhouding die ze met hem heeft, niet duldt. Nadat hij van haar een opdracht verkregen heeft, wat ervoor zorgt dat hij verantwoordelijk is voor de dingen gevonden in zee, brengt men hem op een dag de fles mee, die 15 jaar geleden door de Comprachicos in zee was gegooid. Hij ontdekt er het perfecte voorwerp voor zijn wraak: De waarheid over de identiteit van Gwynplaine.
Verveeld door de banaliteit van het leven, stuurde David Dirry-Moir haar naar het stuk “Chaos Vaincu” dat moet zorgen voor de perfecte afleiding. Ze lacht nochtans niet om het stuk en komt ook nooit naar het hotel terug, maar een tijdje later stuurt ze een brief naar Gwynplaine, aan wie ze verklaart dat ze zich volledig wil geven, zij die zo mooi is, aan hem die zo afschuwelijk is.
Gwynplaine wordt weggevoerd naar een ondergrondse gevangenis, waar hij geconfronteerd wordt met een van hen die voor zijn aanhouding verantwoordelijk is en die de verschrikkelijke waarheid onthult: zijn naam is in werkelijkheid Fermain Clancharlie, buitenechtelijke en wettelijke zoon van Linnaues Clancharlie en wettelijke erfgenaam van het huidige pairschap dat verleent is aan zijn broer David Divy-Moir.
Nadat hij door de schok was flauwgevallen,wordt Gwynplaine wakker, gekleed als een adellijke heer in een enorm verblijf in het bijzijn van Barkilphedro, die hem vertelt dat hij vanaf nu Lord is en de volgende dag in het Hogerhuis moet zetelen.
De zitting is niettemin catastrofaal. Wanneer Gwynplaine probeert de lords over hun onbetamelijkheid aan te spreken en zich wil voorstellen als “De Ellende” die de “Onderzeese diepte” wordt, lachen ze met zijn voorstelling en noemen ze hem een clown,”de lachende man”, een comediant en een nar.
Uiteindelijk doet Gwynplaine afstand van het pairschap en gaat terug bij Ursus en Déo wonen die intussen de volgende ochtend Engeland moesten verlaten en onder straffe van gevangenschap en de dood van Homo, de wolf die in Londen niet toegelaten was.
Ze schepen aldus in voor het continent. Terwijl Ursus in slaapt valt,verklaart Déa uiteindelijk haar liefde aan Gwynplaine, maar opeens sterft ze, zonder verklaring. Op het einde van het boek buigt Homo zijn gezicht naar de zee, waarmee aangegeven wordt dat Gwynplaine waarschijnlijk overboord is gesprongen en verdronken.

## Interpretatie
“Ik geef een beeld van de mensheid net zoals haar meesters dit hebben gedaan. De mens is een verminkt wezen. Wat men bij mij heeft aangericht, heeft men net zo goed bij het hele menselijke ras aangericht: het recht, de rechtvaardigheid, de waarheid, de reden en de intelligentie werden bij de mensheid vervormd zoals bij mij mijn ogen, mijn neus en mijn oren werden vervormd; zoals ik vanbinnen kapotga van woede en verdriet terwijl ik me voordoe als een gelukkig mens.”
Victor Hugo luidt het thema van miserie bovendien in met de vergelijking tussen de verminking van Gwynplaine en de menselijke natuur, wat meerdere keren terugkeert in zijn werk. Enerzijds toont hij het niets doen van de adel die zicht uit verveling afzet tegen het geweld en de verdrukking, maar ook de passiviteit van het volk dat verkiest om te lachen en zich te onderwerpen. Het is in dit perspectief dat het boek gevuld is met lange beschrijvingen over de rijkdommen, de titels en de privileges van het hof.

## Navolging
Deze roman is ook zeer lang vermeld geweest in het meesterwerk van James Ellroy, Le Dahlia noir, een heel zwarte detectiveroman waarin een vermoord teruggevonden jong meisje de verminkingen van in de roman L’homme qui rit voorstelt. Het personage van Gwynplaine is net zoals een schilderij met een verschrikkelijk breedlachende mond een terugkerend motief in het verhaal van Le Dahlia Noir, wat men terugvindt in de verfilming van Brian DePalma.
De tragikomische gelaatsuitdrukking van The Joker, personage uit de strip Batman, is geïnspireerd op de verminking van de held van Hugo, net zoals ze voorgesteld is in de verfilming door Paul Leni in 1928.

## Bewerkingen

### Cinematografie
- L'Homme qui rit, gerealiseerd door Paul Leni, Verenigde Staten, 1928, met Conrad Veidt in de hoofdrol.
- L'Uomo che ride, gerealiseerd door Sergio Corbucci, Italië, 1966, met Jean Sorel in de hoofdrol (een zeer vrije verandering).
- L'Homme qui rit, gerealiseerd door Jean Kerchbron, een televisiewerk in 3 delen, 1971.

### Strip
Er zijn twee stripverhalen die gerealiseerd zijn in navolging van de roman van Victor Hugo, allebei met als titel L’Homme qui rit. De eerste serie is gewijd aan Fernando de Felipe en verscheen bij Glénat in 2000. De tweede, van Jean-David Morvan en Nicolas Delestret, uitgegeven bij Delcourt, is recenter, met al drie van de vier verschenen delen: La Mer et la nuit (2007), Chaos vaincu (2008) en La Tentation de Saint Gwynplaine (2009)